# Woswyschenka (Kaliningrad)
Woswyschenka (russisch Возвышенка, deutsch Groß Kummeln, 1938–1945 Großkummen, litauisch Didieji Kumeliai) ist ein Ort in der russischen Oblast Kaliningrad. Er gehört zur kommunalen Selbstverwaltungseinheit Stadtkreis Tschernjachowsk im Rajon Tschernjachowsk.

## Geographische Lage
Woswyschenka liegt 23 Kilometer nordöstlich der Stadt Tschernjachowsk (Insterburg) an der Kommunalstraße 27K-075 von Sagorskoje (Pelleningken/Striegengrund) nach Meschduretschje (Kauschen). Durch den Ort fließt die Sawitaja (dt. Kerschtuppe, 1938–1945: Kerbbach), ein Nebenflüßchen der Inster.
Eine Bahnanbindung besteht nicht. Vor 1945 war Stablacken (heute russisch: Priosjornoje) die nächste Bahnstation an der nicht mehr betriebenen Bahnstrecke Insterburg–Kraupischken der Insterburger Kleinbahnen.

## Geschichte
Das einstige Groß Kummeln (das Nachbardorf Klein Kummeln lag nur einen Kilometer weiter südlich und existiert heute nicht mehr) bestand vor 1945 aus mehreren kleinen Höfen und Gehöften. Zwischen 1874 und 1945 war das Dorf in den Amtsbezirk Warnen (heute russisch: Schmeljowo) eingegliedert, der bis 1922 zum Kreis Ragnit, danach zum Landkreis Tilsit-Ragnit im Regierungsbezirk Gumbinnen der preußischen Provinz Ostpreußen gehörte. Am 3. Juni – amtlich bestätigt am 16. Juli – 1938 bekam Groß Kummeln aus politisch-ideologischen Gründen den veränderten Namen „Großkummen“.
In Kriegsfolge kam der Ort 1945 mit dem nördlichen Ostpreußen zur Sowjetunion. 1947 erhielt er die russische Bezeichnung „Woswyschenka“ und wurde gleichzeitig dem Dorfsowjet Sagorski selski Sowet im Rajon Tschernjachowsk zugeordnet. Von 2008 bis 2015 gehörte Woswyschenka zur Landgemeinde Kaluschskoje selskoje posselenije und seither zum Stadtkreis Tschernjachowsk.

### Einwohnerentwicklung
| Jahr | Einwohner |
| ---- | --------- |
| 1910 | 145       |
| 1933 | 112       |
| 1939 | 97        |
| 2002 | 50        |
| 2010 | 25        |

## Kirche
Groß Kummeln resp. Großkummen war vor 1945 ein fast ausnahmslos evangelisches Dorf. Es war in das Kirchspiel der Kirche Kraupischken (1938–1946: Breitenstein, heute russisch: Uljanowo) eingepfarrt, das zum Kirchenkreis Tilsit-Ragnit in der Kirchenprovinz Ostpreußen der Kirche der Altpreußischen Union gehörte. Heute liegt Woswyschenka im Einzugsgebiet einer in den 1990er Jahren neu entstandenen evangelisch-lutherischen Gemeinde in Schtschegly (Saugwethen, 1938–1946 Saugehnen), einer Filialgemeinde in der Kirchenregion Tschernjachowsk (Insterburg) in der Propstei Kaliningrad der Evangelisch-lutherischen Kirche Europäisches Russland.